# 제1금융권
제1금융권(第一金融圈)은 은행을 뜻한다. 대도시에 본점을 두고 지방에 지점망을 갖춘 시중은행, 지방에 거점을 두는 지방은행, 특별 법규 적용을 받아 특별 업무를 수행하는 특수은행(국책은행) 등이 모두 이에 포함된다.

## 같이 보기
- 제2금융권
- 제3금융권